# أدولفو بيوي كاساريس
أدولفو بيوي كاساريس (بالإسبانية: Adolfo Bioy Casares) ( ولد في بوينوس آيريس في 15 سبتمبر 1914 - توفي في 8 مارس 1999)، هو كاتب أرجنتيني أثري كاساريس الأدب الفانتازي والسياسي، والخيال العلمي. ويرجع جزء كبير من معرفته إلى صداقته مع الكاتب خورخي لويس بورخيس حيث تعاون معه أدبيا في مناسبات عديدة، ولكن هذا لا يعني أن أعماله لم تحظ باهتمام ولكن صديقه بورخيس يعتبر من أبرز الكتاب الأرجنتينين. بيوي كاساريس نال جائزة ميغيل دي ثربانتس عام 1999. وتوفي في 8 مارس 1999.

## حياته
ولد بيوي في بوينوس آيريس وهو ابن وحيد لأدولفو بيوي دويك ومارتا إجناثيا كاساريس لينتش. ينتمي هذا الكاتب إلي عائلة ثرية، ولذلك استطاع أن يكرس حياته إلي الأدب فقط، وفي نفس الوقت ابتعد عن الاتجاهات الأدبية الموجودة في ذلك الوقت. كتب روايته الأولي، إيريس ومارغريت، وهو يبلغ من العمر 11 عام. تلقى جزءا من تعليمه الثانوي في المعهد الحر للتعليم الثانوي في جامعة بوينس آيرس. بعد ذلك بدأو أنهي العمل بمجالات الحقوق، الفلسفة والأدب. وبعد خيبة الأمل التي تسبب فيها التدريس بالمجال الجامعي، قرر العودة إلي ضيعته — مكان إقامة عائلته— حيث أنه لم يتلقَ أيّ زيارات، وكرس حياته تقريبا إلي القراءة، حيث قضي ساعات وساعات في قرأة الأدب العالمي. في الفترة بين العشرين والثلاثين، أتقن اللغة الإنجليزية، الفرنسية(التي كان يتحدث بها منذ أن كان عمره أربع سنوات) والإسبانية. في عام 1932 قامت فيكتوريا أوكامبو بتقديمه إلي خورخي لويس بورخيس والذي أصبح صديقه المقرب بعد ذلك، حيث كتب العديد من الروايات البوليسية بالتعاون مع بورخيس تحت أسماء مستعارة مختلفة، أشهرهم هونوريو بوستوس دوميك الذي كان بمثابة الكاتب الخيالي لمجموعة القصص البوليسية ستة مشاكل لإيسيدرو بارودي دون، التي نشرت عام 1942. في عام 1940، تزوج من أخت فيكتوريا الصغري وهي أيضا كاتبة ورسامة. حصل علي العديد من الجوائز والامتيازات من بينهم: وسام جوقة الشرف عام 1981، تلقيبه كمواطن شريف في مدينة بوينس آيرس عام  1986، جائزة ثيربانتس والجائزة الدولية لألفونسو رييس عام 1990، وجائزة كونكس دي بريانتي عام  1994. دفن في مقبرة ريكوليتا.

## خصائص أعماله
يتألف العالم الخيالي لأدولفو من الفانتازيا والأحداث الغامضة، على الرغم من أنه في بعض الأحيان يشير إلي المناخ الفكري لمدينة بوينوس آيريس. اتسم أسلوبه بالرقي والكلاسيكية وتميز أدبه بعرض ترجمة ساخرة للرواية الفانتازية أو البوليسية التقليدية حيث مزج الفانتازيا بروح الدعابة. تتميز شخصياته بعدم الكفاءة والبلاهة. وبناء علي ذلك، فإن المؤرخ الأدبي خوسيه ميجيل اوبييدا أطبق علي رواياته مسمي «الكوميديا الفانتازية».
ويشار إلي أن عاطفة الحب أيضا، تعتبر واحدة من أهم العناصر الأساسية التي تميز روايات هذا الكاتب. ويلاحظ أيضا أنها تعالج في كثير من الأحيان من وجهة نظر ساخرة; حيث أن الحب يعتبر شيء سام ولكنه قاتل. وتحدد هذه العلاقة سمات الحب المهذب(amor cortés)، ولكن من المعتاد أن المحبات من الطبقة الأرستقراطية متورارون عن الأنظار. ويحاول البعض رؤية أي ارتباط بين هذا الموضوع وحياة بيوي كاساريس حيث أن شخصيته العاشقة معروفة للجميع أكثر من اللازم. وهذا ما كان يشير إليه أوكتابيو باث حين قال أن: الحب —من وجهة نظر بيوي كاساريس— هو عبارة عن نظرة مميزة —ويعتبر الأكثر كمالا ووضوحا— ليس فقط للعالم الخيالي، ولكن لنا أيضا.
بالرغم من أنه نشر العديد من الكتب، ولكن البداية الحقيقية لأعماله بدأت عام 1940، حين نشر روايته المشهورة اختراع موريل. تدور أحداث القصة حول شخص هرب إلي جزيرة يقال عنها أن بها مرض قاتل. عندما بدأ العيش بها، فقد كل إحساس بالواقع، وأدرك أن في هذه الجزيرة يعيش أشخاص مخلوقين بواسطة آلة اخترعها موريل. صور هؤلاء الأشخاص كانت تكرر باستمرار نفس الأحداث حيث أصابوا الهارب بالجنون تقريبا. بورخيس بالاشتراك مع ه.ج.ويلز أكد في مقدمة مشهورة لهذه الرواية قائلا: في الإسبانية، نادر جدا أن تجد أعمال ذات طابع خيالي عقلاني. (...) اختراع موريل (يشير العنوان إلي مخترع جزري(منسوب إلي جزيرة يدعي مورو) نقلت إلي الأدب الإسباني نوع أدبي جديد. لقد ناقشت مع كاتبها تفاصيل حبكة الرواية، وقمت بإعادة قرائتها، ولم أري عدم الدقة ولا الغلو في وصفها بأنها متقنة.
تقودنا هذه الكلمات إلي اهتمام بيوي وصديقه بالنوع الفانتازي، وخاصة استخراج الجثث في حبكة (ومن الواضح أن هذا دفعهم هم الاثنين إلي الإعجاب بالنوع البوليسي). في نفس العام الذي نشر فيه اختراع موريل، قام بيوي كاساريس وسيلبينا أوكامبو بنشر مقتطفات مشهورة من الأدب الفانتازي، بعد عشرين عامًا كتب بيوي حول ذلك فقال: حين أعتقدنا نحن المجمعين لهذه المختارات بعد ذلك أن الرواية في بلدنا في ذلك الوقت تعاني من ضعف شديد في الحبكة الدرامية، لأن الكتاب نسوا ما نسميه بالغرض الرئيسي من المهنة: نحكي قصص قصيرة(...) لأن مطلوب منا ان نكون معارضون أقل سخافة، ونتعهد أن نكون ضد الروايات النفسية، التي ينقصنا فيها الدقة في البناء(...) كما نوصي بالدواء للقصة القصيرة ذات النوع الفانتازي.
يعتبر أدولفو بيوي كاساريس كاتب أساسي لفهم الأدب الأرجنتيني في القرن العشرين. ومن الخطأ أن نعتبره تابع لبورخيس فقط. ويعد تبسيطا أن نري أولوية بورخيس عليه في الآداب في البلد. يعتبر بيوي كاساريس مؤلف أصلي تماما حيث تأثر وأثر في صديقه المقرب. وتجدر الإشارة إلى أعماله، ومنع قولنا أن تكون شخصية لويس بورخيس قد طغت عليها.

## الأدب

### الروايات
- اختراع موريل (1940)
- خطة الهروب (1945)
- حلم الأبطال (1954)
- يوميات حرب الخنزير (1969)
- النوم في الشمس (1973)
- مغامرة مصور في البلاتا (1985)

### روايات قصيرة
- بطل غريب (1993)
- من عالم لآخر (1998)

### مجموعة قصصية
- المؤامرة الإلهية (1948)
- حكاية عجيبة (1956)
- إكليل الحب (1959)
- جانب الظل (1962)
- الساروف العظيم (1967)
- بطل السيدات (1978)
- قصص محرمة (1986)
- دمية روسية (1990)
- سحر متواضع (1997)

### مقالات
- المغامرة الأخرى (1968)
- تقرير عن سهل البامبا ورعاة البقر(بــأمريكا الجنوبية)(1970)
- قاموس عن حسن الذوق الأرجنتيني(قاموس للكلامات التي لا يجب استخدامها)
- عن الحدائق الخالية: كتاب مفتوح (1997)، مجموعة من العبارات والقصائد والتي نشرت بالتعاون مع دانيل مارتينو
- من الأشياء الرائعة (1999)

### أعمال غير معروفة للكاتب
- مقدمة (1929)
- 17 طلقة ضد المستقبل (1933)
- فوضي (1934)
- عاصفة جديدة أو حياة متعددة لخوان روتينو (1935)
- تمثال مدبرة المنزل (1936)
- لويس جريبي، متوفي (1937)

### يوميات ومذكرات
كتب بيوي علي مدار حياته يوميات واسعة والتي اتخذت منها المنشورات التالية:
- مذكرات (1994)، نشرت بواسطة مارثيلو بيتشون ريبييري وكريستينا كاسترو كرانويل.
- استراحة المسافرين (2001)، كتاب منشور بعد وفاة بيوي علي يد دانييل مارتينو.
- بورخيس (2006)، كتاب منشور بعد وفاة بيوي، مختارات من يوميات الكاتب والتي تظهر فيها إشارات للكاتب خورخي لويس بورخيس، تم إعداده بواسطة بيوي كاساريس بالاشتراك مع دانييل مارتينو وتم نشره بواسطة الأخير.
- بضعة أيام في البرازيل (1991)، طبعة من 300 نسخة فقط ليست للبيع.

### رسائل
في رحلة (1967)(1996)، رسائل لي سيلبينا أوكامبو حيث نشرت علي يد دانييل مارتينو.

### أعمال بالتعاون مع كتاب آخرين

#### مع خورخي لويس بورخيس

- ستة مشاكل لدون إيسيدرو بارودي (1942)
- اثنين من الأوهام لا تنسي (1946)
- نموذج للموت (1946)
- قصص قصيرة وغير عادية (1955)
- كتاب السماء والجحيم (1960)
- كتب تأريخ لبوستوس دوميك (1967)
- قصص قصيرة جديدة لبوستوس دوميك (1977)

##### مخرج سينمائي
- جنة المؤمنين (1955)- لم يتم تصويره.
- غزو (1969)، إخراج هوجو سانتياجو.
- الآخرين (1971)، إخراج هوجو سانتياجو.

#### مع سيلبينا اوكامبو
- أولئك الذين يحبون، يكرهون (1946)

#### مع سيلبينا اوكامبو وخورخي لويس بورخيس
- مختارات من الأدب الفانتازي (1940)
- مقتطفات شعرية أرجنتينية (1941)

## إقتباسات سينمائية
- آخر سنة في ماريينابل (Last Year at Marienbad)،إخراج ألاين ريسنايس، سيناريو (غير معروف)لروبي جيرليت مأخوذ من اختراع موريل.
- اختراع موريل "L´invenzione Di Morel" (Morel's Invention)، إخراج إيميدو جريكو بمساعدة أندريا بارباتو(1974) في إيطاليا.
- النوم في الشمس

## وصلات خارجية
- أدولفو بيوي كاساريس على موقع IMDb (الإنجليزية)
- أدولفو بيوي كاساريس على موقع الموسوعة البريطانية (الإنجليزية)
- أدولفو بيوي كاساريس على موقع مونزينجر (الألمانية)
- أدولفو بيوي كاساريس على موقع ألو سيني (الفرنسية)
- أدولفو بيوي كاساريس على موقع أول موفي (الإنجليزية)
- أدولفو بيوي كاساريس على موقع إن إن دي بي (الإنجليزية)
- أدولفو بيوي كاساريس على موقع قاعدة بيانات الفيلم (الإنجليزية)
- أدولفو بيوي كاساريس على موقع كينوبويسك (الروسية)

- أدولفو بيوي كاساريس  على قاعدة بيانات الخيال التأملي على الإنترنت